# Richard Hannay
El general major Sir Richard Hannay, KCB, OBE, DSO, és un personatge de ficció creat pel novel·lista escocès John Buchan i popularitzat amb la pel·lícula d'Alfred Hitchcock de 1935 "Els trenta-nou graons" (i d'altres adaptacions cinematogràfiques posteriors). A la seva autobiografia, "Memory Hold-the-Door", John Buchan suggereix que el personatge es basa, en part, en Edmund Ironside, d'Edimburg, espia durant la Segona Guerra Bòer, i un mariscal de camp de l'exèrcit britànic i CIGS.

## Novel·les

### De John Buchan
Hannay apareix en les següents novel·les com a personatge principal:
- Els trenta-nou esglaons, de 1915.
- Greenmantle, de 1916.
- Mr Standfast, de 1919.
- The Three Hostages, de 1924.
- The Island of Sheep, de 1936.

També apareix com un personatge secundari a:
- The Courts of the Morning, de 1929.
- Sick Heart River, de 1940.

### D'altres autors
- Combined Forces, de Jack Smithers (1985). Novel·la d'humor en que Hannay forma equip amb els herois Bulldog Drummond del novel·lista H. C. McNeile i Jonah Mansel de Dornford Yates.[2]
- The Thirty-One Kings, de Robert J. Harris (2017). Pretenia ser l'inici d'una nova sèrie anomenada "Richard Hannay Returns" amb les seves aventures durant la Segona Guerra Mundial; no obstant això, el següent llibre de la sèrie, "Castle Macnab" del 2018, curiosament està ambientat a la dècada de 1920.
- Thirty-Nine Steps From Baker Street, de J. R. Trtek (2015). Novel·la en que el doctor John H. Watson biografia el servei de Sherlock Holmes durant la Primera Guerra Mundial i descriu el seu paper en el rescat de Richard Hannay.

## Cinema, televisió, ràdio i teatre
Hannay ha estat interpretada en quatre versions cinematogràfiques de "Els trenta-nou esglaons", pels actors Robert Donat (en l'adaptació cinematogràfica d'Alfred Hitchcock del 1935), Kenneth More, Robert Powell i Rupert Penry-Jones (en una Producció de la BBC de 2008). Robert Powell va repetir el paper per a la sèrie d'ITV Hannay del 1988.
Orson Welles va interpretar a Hannay en l'obra radiofònica The Thirty-Nine Steps el 1938, així com varen fer Glenn Ford el 1948 per Studio One, i Herbert Marshall a l'obra Suspense el 1952.
El documental de la BBC de 1973 Omnibus: The British Hero Hanney era interpretat per Christopher Cazenove en una escena de Mr. Standfast, així com altres personatges heroics, com Beau Geste, Bulldog Drummond i James Bond. Barry Foster va interpretar a Hannay en l'adaptació televisiva The Three Hostages de 1977.
A la dècada del 2000, BBC Radio 4 va adaptar els quatre primers llibres protagonitzats per Hannay amb la interpretació de David Robb: Els trenta-nou esglaons (2001), Greenmantle (2005), Mr. Standfast (2008) i The Three Ostatges (2009).
L'adaptació teatral còmica del dramaturg Patrick Barlow de la pel·lícula Els trenta-nou graons de Hitchcock del 1935 es va estrenar al Tricycle Theatre (actualment Kiln Theatre) de Londres i, després de l'èxit, es va traslladar al Criterion Theatre de Piccadilly Circus. El 15 de gener de 2008, l'espectacle també es va estrenar a l'American Airlines Theatre (actualment Todd Haimes Theatre) de Nova York, Estats Units d'Amèrica; es va traslladar al Cort Theatre (actualment James Earl Jones Theatre) el 29 d'abril de 2008 i després es va traslladar al Hayes Theater el 21 de gener de 2009, on va posar punt final el 10 de gener de 2010. Va reobrir fora de Broadway al recinte New World Stages el 25 de març de 2010. La representació a Londres va tancar el 5 de setembre de 2015 després de nou anys al West End. Curiosament en aquesta adaptació teatral, el nom complet del personatge és Richard Charles Arbuthnot Hannay.

## Biografia de Richard Hannay
Del que es desprèn de les diverses novel·les de John Cuchan, el personatge de Richard Hannay va néixer a Escòcia cap el 1877. El seu pare era escocès i tenia socis comercials alemanys. Va ser educat per parlar alemany amb força fluïdesa. Als sis anys s'uneix amb el seu pare a Sud-àfrica. Esdevé enginyer de mines i passa tres anys buscant coure al Damaraland de l'Àfrica Sud-occidental Alemanya fent una petita fortuna a Bulawayo. Participa en les guerres de Matabele, serveix dos anys amb l'Imperial Light Horse (actualment Johannesburg Light Horse Regiment) i serveix com a oficial d'intel·ligència a la badia Delagoa durant la Guerra dels Bòers. Va a Anglaterra el 1914,[8] poc abans dels esdeveniments de Els trenta-nou passos.
La Primera Guerra Mundial esclata set setmanes després dels esdeveniments dels trenta-nou esglaons, i Hannay s'uneix immediatament a l'exèrcit, ràpidament és nomenat capità gràcies a la seva experiència de campanya a Matebele. És ferit a la cama i al coll a la batalla de Loos el setembre de 1915, moment en què ja havia assolit el grau de major.
Greenmantle, la seqüela dels trenta-nou esglaons, comença a finals de 1915 amb Hannay a Hampshire on ha arribat per recuperar-se després de Loos. Durant els esdeveniments de Greenmantle, la feina com a espia a Europa i Turquia en temps de guerra li van fer guanyar les condecoracions de l'Orde del Servei Distingit i l'Orde del Bany, respectivament. Després de la convalescència, torna al servei regular a l'exèrcit i és ascendit ràpidament a general de Brigada. A principis de 1917, però, és cridat de nou al Servei Secret per caçar un perillós espia alemany durant els mesos decisius de la Primera Guerra Mundial. Tal com s'explica a Mr. Standfast, coneix i s'enamora de Mary Lamington, una jove infermera intel·ligent i bonica. Més tard, el 1918, ara ascendit a general major, torna a primera línia i participa en combats durant l'anomenada Ofensiva dels Cent Dies.
Poc després del final de la guerra, Hannay es casa amb Mary Lamington, i l'any següent tenen un fill, Peter John Hannay. El nen porta el nom dels dos grans amics de Hannay, John Scantlebury Blenkiron (un home de negocis i espia nord-americà que l'havia ajudat sovint) i Peter Pienaar ("Mr. Standfast"), un vell explorador bòer que sembla haver-li estat una mena de figura paterna. La família s'instal·la a l'antiga casa de la Mary als Cotswolds, Fosse Manor, Oxfordshire on Hannay troba pau i gaudi com a granger. No obstant això, el 1920 o el 1921, Hannay torna a involucrar-se en una aventura, aquesta vegada amb l'ajut de la seva dona per resoldre un misteriós segrest a The Three Hostages.
La seva darrera aventura, The Island of Sheep, es produeix uns dotze anys després quan Hannay, ara al voltant dels cinquanta anys, és cridat per protegir el fill d'un home que va conèixer en el passat i que guarda el secret del tresor més gran de la terra. Aquest llibre també se centra en el fill de Hannay, Peter John, ara un adolescent brillant però solemne.
Tot i que els llibres protagonitzats per Hannay no arriben a la Segona Guerra Mundial, l'última novel·la de Buchan, Sick Heart River ofereix una pista sobre el futur d'Hannay: morir al Canadà. L'amic de Hannay, Sir Edward Leithen, s'assabenta de l'esclat de guerra a Europa i endevina que molts dels seus vells amics, inclòs Hannay, tornaran a prendre les armes.